# Francisco Antonio Mourelle
Francisco Antonio Mourelle (San Adran de Corme (Galice), 17 juillet 1755-Cadix, 24 mai 1820) est un navigateur et explorateur espagnol.

## Biographie
Il sert en Guyane, à Trinidad et aux Antilles avant de participer, à partir de la base navale de San Blas, en 1775, au voyage de Bruno de Heceta et de Juan Francisco de la Bodega y Quadra comme pilote de la Sonora de Quadra.
En 1779, il navigue de nouveau comme pilote avec Quadra jusqu'en Alaska. Il devient ensuite Commandant du Favorita dans l'expédition Ignacio de Arteaga qui atteint l'île Hinchinbrook dans le golfe d'Alaska (11 février 1779).
Il fera encore d’autres expéditions dans le Pacifique, aux Tonga (1781) où il nomme l'actuelle Niutao (5 mai 1781), aux Philippines et en Chine.
En 1792, il devait commander le Mexicana pour une exploration du détroit de Géorgie mais Alessandro Malaspina préféra placer à sa tête un de ses propres officiers Cayetano Valdés y Flores.
Transféré en Espagne (1793), il est nommé Capitaine de frégate (1799) après avoir joué un rôle de premier plan dans l'action du 19 janvier 1799 (en). Nommé Capitaine de vaisseau en 1806 puis commodore en 1811, il dirige un escadron dans le Rio de la Plata.

## Hommage
- L'île Maurelle, une des îles Discovery au Canada a été nommée en son honneur.